# Daniel Bueno
Daniel Mariano Bueno est un footballeur brésilien né le 15 décembre 1983.